# Genlisea hawkingii
Genlisea hawkingii — вид квіткових рослин родини пухирникових (Lentibulariaceae). Описаний у 2020 році.

## Назва
Вид названо на честь англійського фізика-теоретика та космолога Стівена Гокінга (1942—2018).

## Поширення
Ендемік Бразилії. Виявлений у національному парку Серра-да-Канастра у штаті Мінас-Жерайс на півдні країни. Росте в тропічній савані, відомій як серрадо.

## Опис
Невелика рослина. Листя розташоване розеткою біля основи. З центру розетки росте квітконіжка. Квіти фіолетового кольору. Коріння відсутнє. Його функцію виконують ризофіли — видозмінене безбарвне листя, яке спіралеподібно, наче штопор, вростає у ґрунт. Ризофіли виконують провідну функцію: вони засмоктують воду та корисні речовини. Крім того, рослина є хижаком. За допомогою ризофілів, разом з водою вона засмоктує інфузорії, коловертки, тихоходи, круглі черви та нематоди.